# Rosendo Salvado
Rosendo Salvado Rotea (Tuy, 1 de marzo de 1814-Roma, 29 de diciembre de 1900) fue un misionero, abad y obispo español, miembro de la orden benedictina. Fundó el monasterio y la diócesis de Nueva Nursia en el oeste de Australia. Está considerado el introductor del eucalipto en Galicia.

## Biografía

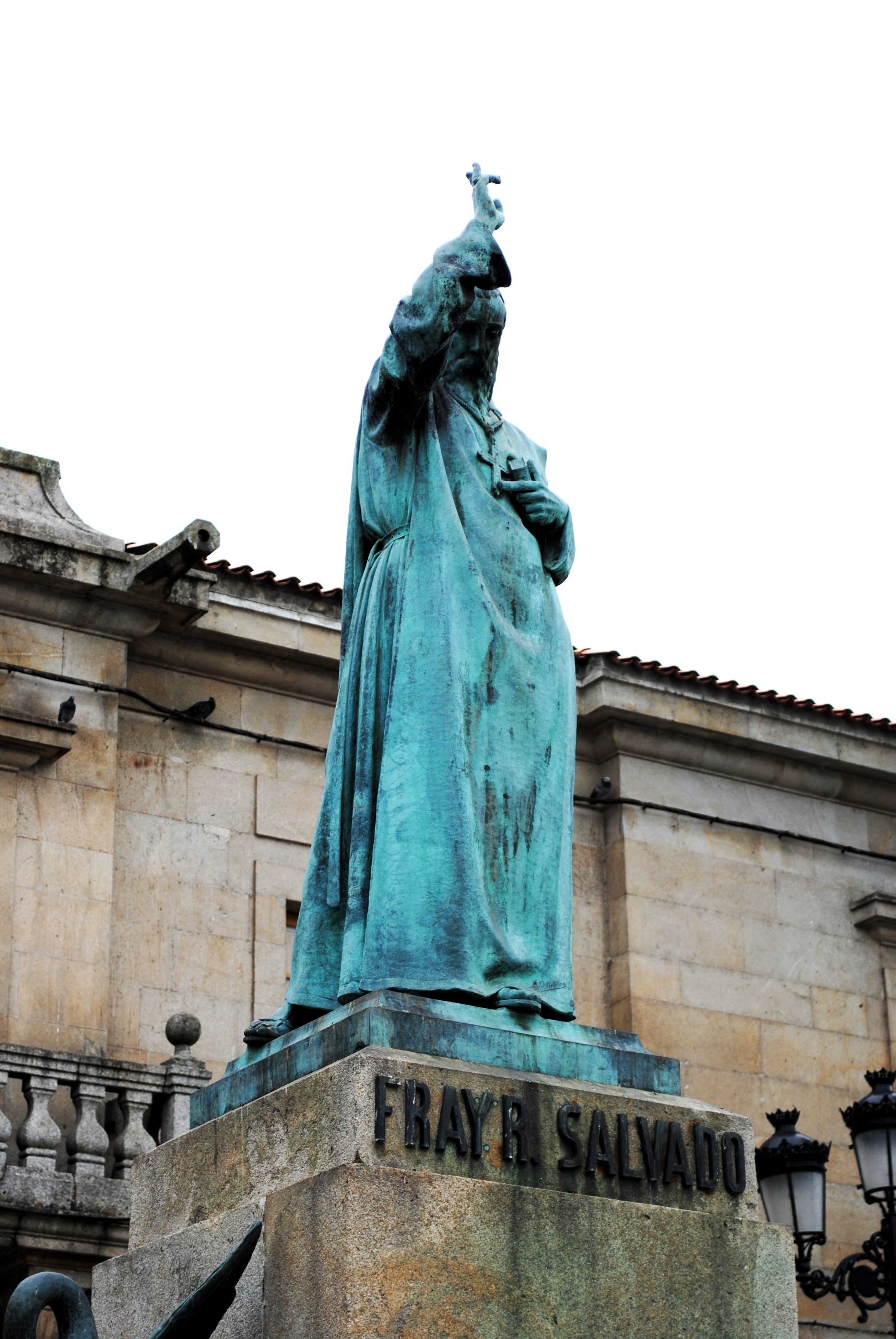
Estatua de fray Rosendo Salvado en Tuy

Ingresó con quince años en el monasterio de San Martín Pinario (Santiago de Compostela) y pronunció los votos en 1832, tras lo que fue destinado al monasterio asturiano de San Juan de Corias, donde prosiguió sus estudios de órgano (poseía excelentes dotes musicales). En 1835 fue exclaustrado como consecuencia de la desamortización de Mendizábal, y volvió a Tuy con su familia. Al negársele la posibilidad de ordenarse sacerdote, marchó a Italia en 1838, donde ingresó en el monasterio de Trinità della Cava, a 45 km de Nápoles. Allí fue ordenado presbítero el 23 de febrero de 1839, oficiando su primera misa el 1 de marzo.
Junto con otro monje español, José Benito Serra, acudió a la Congregación de Propaganda Fide de Roma en 1844, en busca de un destino como misioneros. John Brady, recién nombrado obispo de Perth (Australia), los llevó con él a Inglaterra, desde donde partieron para su misión el 17 de septiembre de 1845.

### Primera estancia en Australia (1846-1848)
Llegaron a Fremantle el 7 de enero de 1846. Brady les asignó una zona de evangelización en el actual condado de Victoria Plains, a unos 132 km al norte de Perth. Tras un primer intento fallido, escogieron un lugar a orillas del río Moore, que bautizaron como Nueva Nursia (New Norcia en inglés), en honor del santo fundador de su orden, Benito de Nursia. El 1 de marzo de 1847 quedó abierto lo que más tarde sería un monasterio. Salvado consiguió establecer buenas relaciones con la población indígena y consiguió una extensa dotación de tierras de las autoridades, completándola con la compra de terrenos con el dinero obtenido a través de conciertos musicales en Perth. Abrió un camino de 70 km que comunicaba Nueva Nursia con Bindoon, lo que facilitaban las comunicaciones del asentamiento. A finales de 1847 abrió una escuela infantil para los indígenas.

### Primer regreso a Europa (1848-1853)
En 1848, fray Rosendo Salvado regresó a Europa a fin de obtener fondos y vocaciones para su misión, llevando con él dos jóvenes aborígenes, Joseph Conaci y Francis Dirimera, que puso en custodia de la abadía de Trinità della Cava. Salvado fue consagrado como obispo de Port Essington (15 de agosto de 1849), a pesar de lo cual, en realidad nunca llegó a tomar posesión de ninguna diócesis. Aprovechó su estancia en Europa para visitar España. Entretanto, Brady expulsó de Nueva Nursia a su compañero Serra. Al saberlo, Salvado fue a Roma, donde buscó protectores para a su obra y obtuvo la expulsión de Brady del obispado de Perth. Fray Rosendo asistió también a un capítulo general de la orden benedictina. De vuelta otra vez a España, en esta ocasión sí pudo visitar su ciudad natal de Tuy, donde cantó misa en su catedral. Ese fue el momento en que se plantaron los eucaliptos y acacias que había traído de Australia. Con el tiempo, el eucalipto alcanzó toda Galicia como una plaga, con un daño irreparable en todo el ecosistema. La reina Isabel II lo propuso para el obispado de Lugo, pero Salvado rehusó.
Por esa época (1851), Salvado publicó en italiano su primera obra sobre Australia, que fue traducida al español y al francés, aunque no lo fue al inglés hasta 1977, posiblemente por su crítica al comportamiento de los británicos con los aborígenes.

### Segunda estancia en Australia y segundo regreso a Europa (1853-1859)

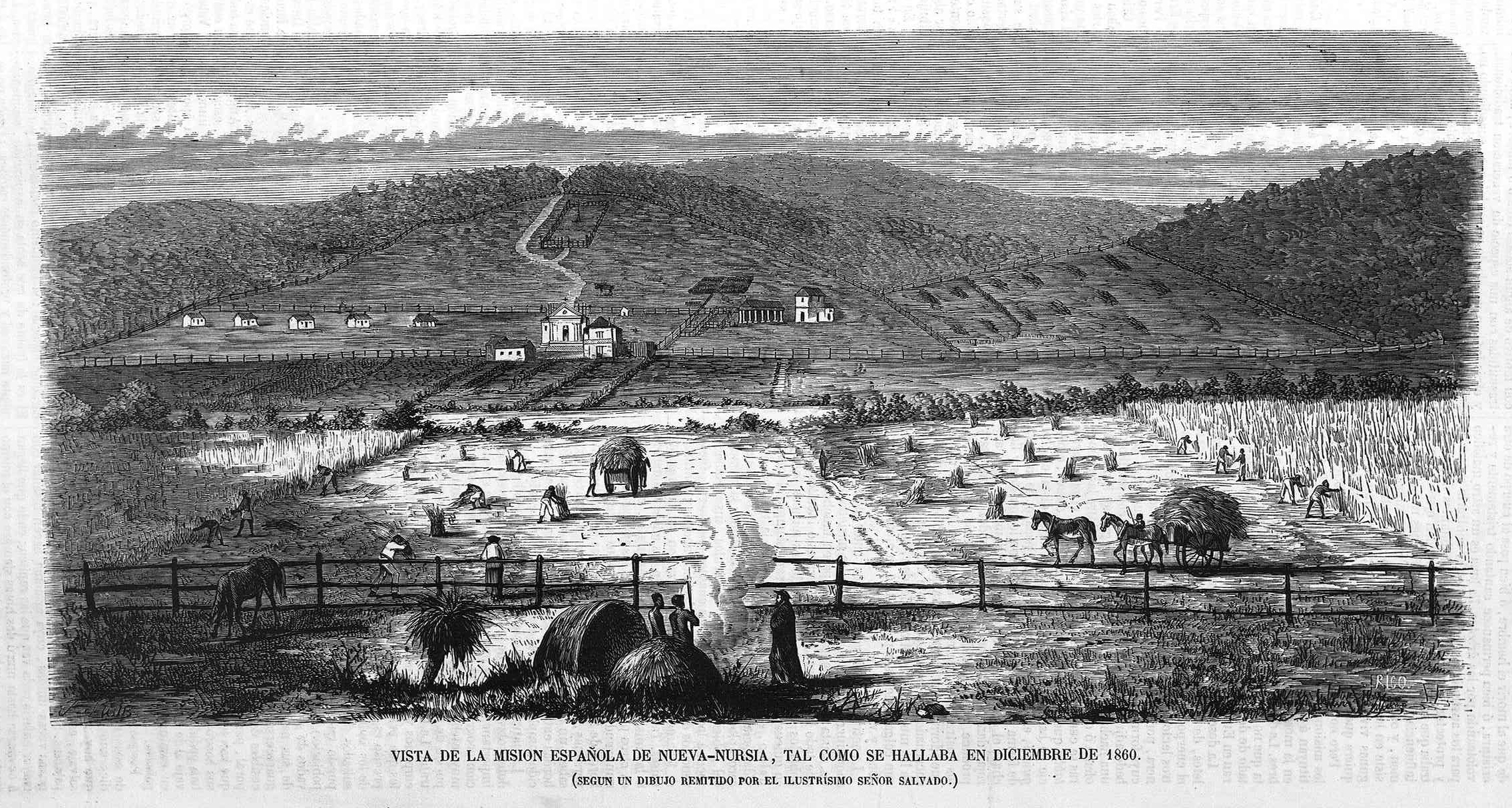
Misión española de Nueva-Nursia en diciembre de 1860 en un grabado publicado en El Museo Universal

El 19 de abril de 1853, Salvado partió desde Cádiz para Australia, llevando consigo nuevos misioneros y sacerdotes de diversas nacionalidades. Llegaron el 15 de agosto a Fremantle. Encontraron Nueva Nursia en decadencia, pero consiguieron recuperar e incluso extender la misión, abriendo pozos y construyendo graneros y molinos. Mantuvo desavenencias con Serra, que para entonces era el nuevo obispo de Perth. Volvió a Europa de nuevo, obteniendo de Roma la desagregación de su monasterio de aquella diócesis (decreto de 1 de abril de 1859).

### Nueva Nursia, prefectura apostólica

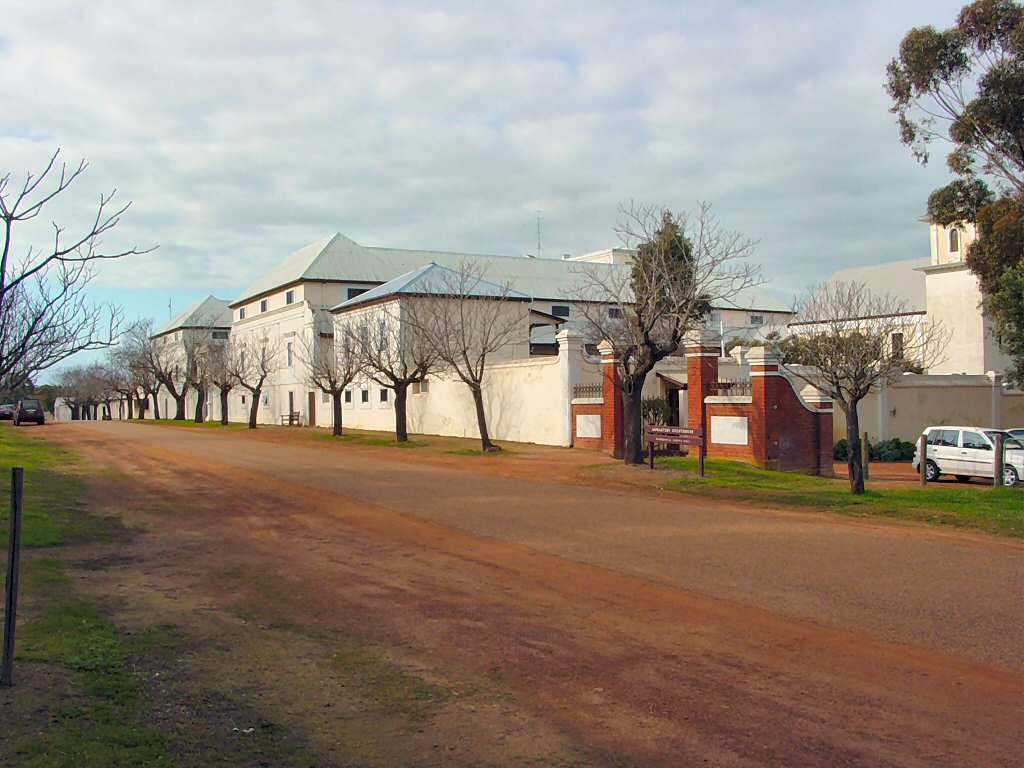
Vista general del monasterio de Nueva Nursia

Tras una tercera estancia en Australia, en 1865 volvió por tercera vez a Europa a fin de obtener más medios económicos y humanos. El 12 de marzo de 1867 obtuvo la declaración de Nueva Nursia como prefectura apostólica y abadía nullius, con lo que la misión pasaba a depender directamente de Roma, sin interferencia de ningún prelado, al tiempo que fray Rosendo era nombrado su abad. Planteó la idea de crear un colegio misionario en El Escorial, que fue abortada como consecuencia de la revolución de 1868.

### Concilio Vaticano I (1869-1870)
Al poco tiempo de llegar de nuevo a Australia, fue convocado para las sesiones del Concilio Vaticano I, con lo que hubo de volver otra vez al Viejo Continente. Al finalizar el concilio, Salvado regresa a Australia.

### Colegios misioneros
En 1882 emprendió otro viaje a Europa, visitando de nuevo Galicia. Retoma la antigua idea de crear un colegio misionero en España que preparase futuros propagadores de la fe católica en ultramar. La coyuntura política era ahora favorable, tras la restauración borbónica: el rey Alfonso XII aprobó, el 18 de mayo de 1884, la creación de tres colegios localizados en los monasterios de Montserrat, Silos y Samos. En julio de 1886, fray Rosendo emprendió viaje de vuelta a Australia.

### Último viaje (1899-1900)

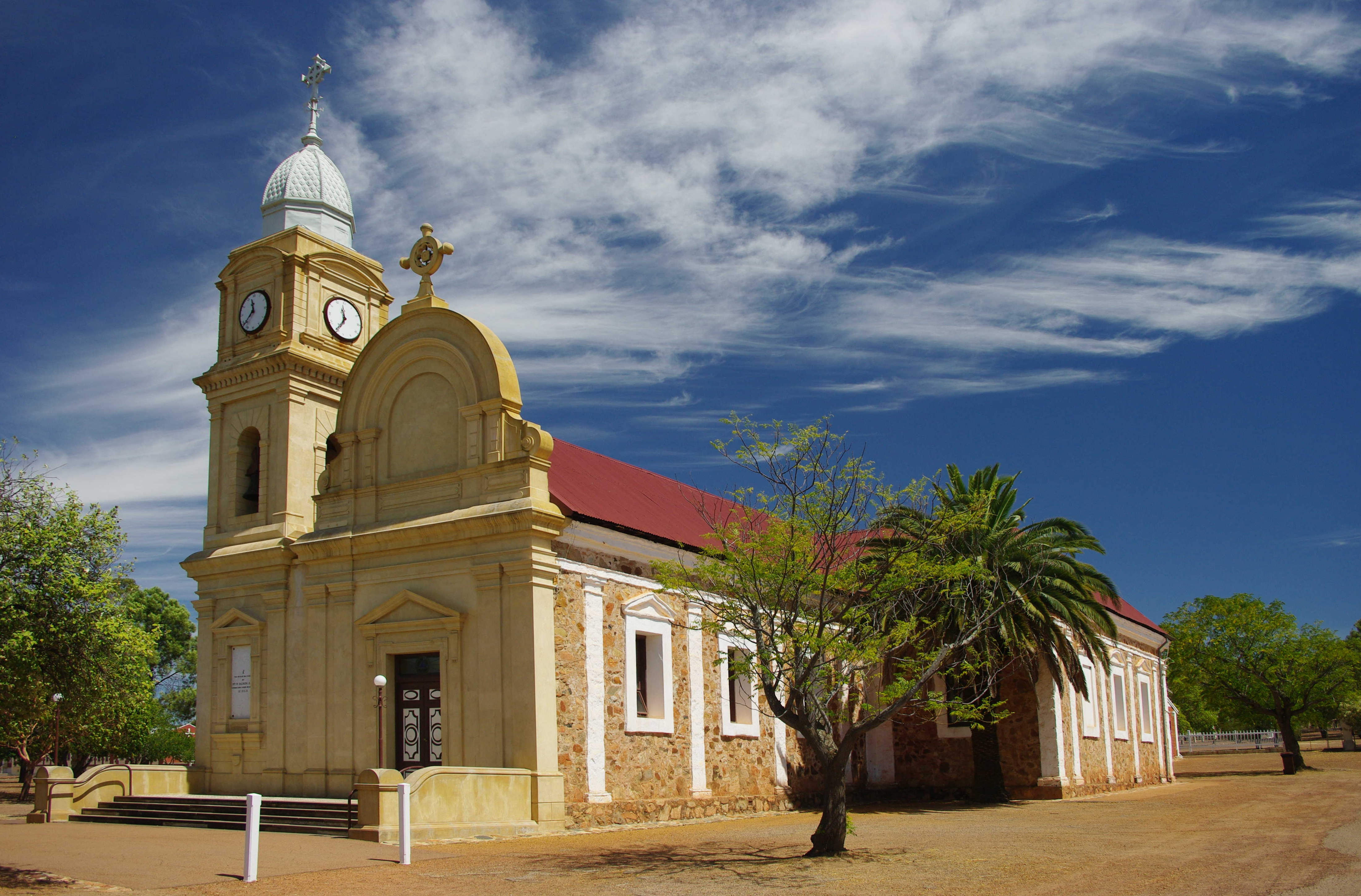
Iglesia abacial de Nueva Nursia, lugar de enterramiento de Rosendo Salvado

En noviembre de 1899 realizó su último viaje a Europa. Llevaba la idea de lograr una mejor coordinación de los monasterios benedictinos para la labor misionera. En Roma logró agregar Nueva Nursia a la provincia benedictina de España (decreto de Propaganda Fide de 2 de septiembre de 1900) y nombró como sucesor en la dignidad abacial al padre Fulgencio Torres y Mayáns. En el mismo mes visitó la abadía de Montserrat. En el mes de diciembre, en Roma, comenzó a sentirse mal, sin que lograra recuperarse. Falleció en la basílica de San Pablo Extramuros, y sus restos fueron trasladados a Nueva Nursia, siendo sepultados en un sepulcro de mármol de Carrara situado bajo el altar mayor de la iglesia abacial.

## Obra
- Memorie storiche dell'Australia, particolarmente della Missione Benedittina di Nuova Norcia. Roma, 1851 (la traducción española es de 1853, la traducción francesa de 1854; la traducción inglesa fue titulada The Salvado Memoirs, traducida y editada por Fr. E. J. Stormon, S. J., University of Western Australia Press, 1977).
- Relazione della Missione benedittina di Nuova Nurcia nell’Australia Occidentale (1844-1883). Roma, 1883; en Cipollone, G. y Orlandi, C. Aborigeno con gli aborigene, Librería Editrice Vaticana,2011